# Wang Xiaobo
Wang Xiaobo (chinesisch 王小波 Wáng Xiǎobō; 1952 in Peking – 11. April 1997 ebenda) war ein chinesischer Schriftsteller, der vor allem durch seinen satirischen Roman Das Goldene Zeitalter (黄金时代) bekannt wurde. Sein Werk zeichnet sich durch eine ironische Auseinandersetzung mit der Kulturrevolution und der chinesischen Gesellschaft aus.

## Leben
Wang Xiaobo wurde 1952 in Peking geboren. Während der Kulturrevolution wurde er 1968 als sogenannter „gebildeter Jugendlicher“ (知青, zhiqing) in die Provinz Yunnan geschickt, wo er auf einer landwirtschaftlichen Produktionsgenossenschaft arbeitete. Dort verbrachte er drei Jahre (1968–1970), bevor er nach Shandong versetzt wurde. 1972 kehrte er nach Peking zurück und arbeitete sechs Jahre lang als Fabrikarbeiter.
In den 1980er-Jahren studierte Wang Xiaobo an der University of Pittsburgh in den Vereinigten Staaten und erwarb einen Masterabschluss. Nach seiner Rückkehr nach China lehrte er Soziologie an der Universität Peking.
Wang Xiaobo war von 1980 bis zu seinem Tod mit der Sexualforscherin und LGBT-Aktivistin Li Yinhe verheiratet. Gemeinsam veröffentlichten sie 1991 die erste ernsthafte Studie über Homosexualität in China.
Er starb 1997 im Alter von 44 Jahren an einem Herzinfarkt in Peking.

## Wirken
Wang Xiaobo begann in den 1980er-Jahren mit dem Schreiben. Sein bekanntestes Werk ist der Roman Das Goldene Zeitalter (黄金时代), der erstmals 1992 veröffentlicht wurde. Der Roman ist der erste Teil seiner sogenannten „Trilogie der Zeitalter“, zu der außerdem Das Silberne Zeitalter (白银时代) und Das Bronzezeitalter (青铜时代) gehören.
Das Goldene Zeitalter erzählt satirisch und ironisch von den Erfahrungen des jungen Wang, der während der Kulturrevolution als „gebildeter Jugendlicher“ aufs Land geschickt wird und dort eine Affäre mit der älteren Ärztin Chen Qingyang beginnt. Das Werk thematisiert die Absurditäten und Heucheleien der Kulturrevolution und kritisiert die gesellschaftlichen Zustände in China.
Aufgrund des kontroversen Inhalts konnte Das Goldene Zeitalter zunächst nur in Taiwan veröffentlicht werden. Erst einige Jahre nach Wang Xiaobos Tod wurde das Buch auch in der Volksrepublik China veröffentlicht. Im Jahr 1993 erhielt Wang Xiaobo für Das Goldene Zeitalter den Literaturpreis der taiwanesischen Zeitung Lianhebao. Nach diesem Erfolg gab er seine Lehrtätigkeit auf und widmete sich vollständig dem Schreiben.
Wang Xiaobos Werk übte einen bedeutenden Einfluss auf die chinesische Literatur der 1990er-Jahre und darüber hinaus aus. Seine satirische Darstellung der Kulturrevolution und seine ironische Auseinandersetzung mit gesellschaftlichen Tabus haben ihm einen besonderen Platz in der chinesischen Literaturszene verschafft. In China gilt Das Goldene Zeitalter als Kultbuch, insbesondere unter jungen Intellektuellen und Studenten. Seine unkonventionelle Herangehensweise an Themen wie Sexualität und individuelle Freiheit war zu seiner Zeit ungewöhnlich und trug zu seinem posthumen Ruhm bei.
Im Westen blieb Wang Xiaobo lange Zeit weitgehend unbekannt. Erst in den letzten Jahren wurden seine Werke verstärkt übersetzt, darunter ins Deutsche (2024), was zu einer wachsenden internationalen Anerkennung führte.

## Werke (Auswahl)
- Das Goldene Zeitalter (黄金时代, 1992; deutsch 2024)
- Das Silberne Zeitalter (白银时代)
- Das Bronzezeitalter (青铜时代)